# Anthony Ross

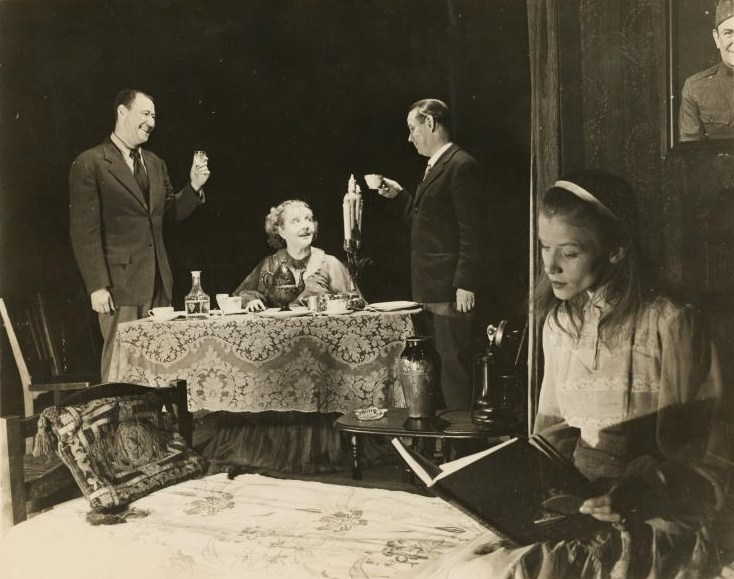
1945: Schauspieler im Tennessee Williams Broadway-Stück The Glass Menagerie - Von links nach rechts: Anthony Ross, Laurette Taylor, Eddie Dowling & Julie Haydon - publicity still

Anthony Ross (* 23. Februar 1909 in New York City, New York; † 26. Oktober 1955 ebenda) war ein US-amerikanischer Schauspieler. Seine Schauspielkarriere umfasste über 30 Rollen in Produktionen für Film, Fernsehen und Theater. Bekannt wurde er vor allem durch Kinofilme wie Der Todeskuß, Der Scharfschütze, Zwischen Mitternacht und Morgen, Heißes Pflaster oder Ein Mädchen vom Lande.

## Leben und Karriere
Anthony Ross, geboren 1909 in New York City, begann seine Filmlaufbahn 1939 mit Rollen in zwei US-amerikanischen Kurzfilmen. Es folgte ein kleiner Auftritt in George Cukors Winged Victory im Jahr 1944, bevor er in Henry Hathaways Film Noir Der Todeskuß 1947 schließlich in der Rolle des 'Big Ed' Williams zum ersten Mal größer in Erscheinung trat. Seit 1949 sah man ihn dann regelmäßig in Rollen auf der Leinwand. Unter anderem spielte er wichtige Parts in Filmen wie Henry Kings Edelwestern Der Scharfschütze, in Gordon Douglas Kriminaldrama Zwischen Mitternacht und Morgen, in Roy Rowlands Gangsterfilm Heißes Pflaster oder dem oscarprämierten Drama Ein Mädchen vom Lande unter der Regie von George Seaton, wo Ross neben Bing Crosby, Grace Kelly und William Holden als Broadway-Produzent Philip Cook die wohl wichtigste Rolle in seiner Kinokarriere spielte.
Bereits 1949 hatte sich Anthony Ross auch dem Fernsehen zugewandt und spielte dort in Episoden von erfolgreichen Serien. Zu seinen TV-Auftritten gehörten unter anderem: The Ford Theatre Hour (1949), Suspense (1949–1954), The Web (1951), Goodyear Television Playhouse (1952), Tales of Tomorrow (1953), Inner Sanctum (1954) oder The Telltale Clue (1954). In einer Fernsehfolge von Omnibus die posthum erschien, spielte er schließlich seine letzte Rolle. Ross verstarb am 26. Oktober 1955 im Alter von 46 Jahren in seiner Heimatstadt New York an den Folgen eines Herzinfarkts.
Neben seiner Karriere in Kino und Fernsehen sah man ihn während der 1940er Jahre auch erfolgreich als Theaterschauspieler am Broadway. So spielte er unter anderem die Rolle des Gentleman Caller in der Original-Produktion von Tennessee Williams Bühnenstück Die Glasmenagerie im Jahr 1944.

## Filmografie (Auswahl)

### Kino
- 1947: Bumerang (Boomerang!)
- 1947: Der Todeskuß (Kiss of Death)
- 1949: Das unheimliche Fenster (The Window)
- 1950: Die Jahre der Lüge (The Vicious Years)
- 1950: Mordsache: Liebe (Perfect Strangers)
- 1950: Der Scharfschütze (The Gunfighter)
- 1950: The Skipper Surprised His Wife
- 1950: Zwischen Mitternacht und Morgen (Between Midnight and Dawn)
- 1950: The Flying Missile
- 1951: On Dangerous Ground
- 1953: Frauen in der Nacht (Girls in the Night)
- 1953: Taxi
- 1954: Heißes Pflaster (Rogue Cop)
- 1954: Ein Mädchen vom Lande (The Country Girl)

### Fernsehen
- 1949: The Ford Theatre Hour (Fernsehserie, 1 Episode)
- 1949–1954: Suspense (Fernsehserie, 9 Episoden)
- 1951: The Web (Fernsehserie, 1 Episode)
- 1951: Danger (Fernsehserie, 1 Episode)
- 1951–1954: Studio One (Fernsehserie, 5 Episoden)
- 1952: Robert Montgomery Presents (Fernsehserie, 1 Episode)
- 1952: Celanese Theatre (Fernsehserie, 1 Episode)
- 1952: Armstrong Circle Theatre (Fernsehserie, 1 Episode)
- 1952: Goodyear Television Playhouse (Fernsehserie, 1 Episode)
- 1952–1953: Lux Video Theatre (Fernsehserie, 3 Episoden)
- 1952–1954: The Philco Television Playhouse (Fernsehserie, 3 Episoden)
- 1953: Tales of Tomorrow (Fernsehserie, 1 Episode)
- 1954: Inner Sanctum (Fernsehserie, 1 Episode)
- 1954: Kraft Television Theatre (Fernsehserie, 3 Episoden)
- 1954: The Telltale Clue (Fernsehserie, 2 Episoden)
- 1956: Omnibus (Fernsehserie, 1 Episode)

### Kurzfilme
- 1939: At Home
- 1939: Three-Minute Fuse